# Jõgeva, Jõgeva kommun
Jõgeva (tyska: Laisholm) är en småköping (estniska: alevik) i Jõgeva kommun i landskapet Jõgevamaa i östra Estland. Orten ligger vid Riksväg 36, direkt norr om staden Jõgeva.
I kyrkligt hänseende hör orten till Laiuse församling inom den Estniska evangelisk-lutherska kyrkan.